# Alfred Matt
Alfred Matt (ur. 11 maja 1948 w Zams) – austriacki narciarz alpejski, brązowy medalista igrzysk olimpijskich i mistrzostw świata oraz zdobywca Małej Kryształowej Kuli w klasyfikacji slalomu Pucharu Świata.

## Kariera
Pierwsze sukcesy w karierze Alfred Matt osiągnął w 1965 roku, kiedy został mistrzem Austrii w kategorii juniorów w slalomie, zjeździe i kombinacji alpejskiej. Dwa lata później w tej samej kategorii wiekowej był najlepszy w gigancie i kombinacji. W 1968 roku wystartował na igrzyskach olimpijskich w Grenoble, gdzie wywalczył brązowy medal w slalomie. W zawodach tych wyprzedzili go jedynie Francuz Jean-Claude Killy oraz kolejny Austriak, Herbert Huber. Był to jego jedyny start na tej imprezie i jednocześnie jedyny medal wywalczony na międzynarodowej imprezie tej rangi. Na rozgrywanych cztery lata później igrzyskach olimpijskich w Sapporo Matt również wystąpił tylko w slalomie, kończąc rywalizację na czternastej pozycji. Z powodu kontuzji nie wystąpił na mistrzostwach świata w Val Gardena w lutym 1970 roku.
W Pucharze Świata zadebiutował 14 stycznia 1968 roku w Wengen, zajmując trzecie miejsce w slalomie. Tym samym już w swoim debiucie nie tylko wywalczył pierwsze pucharowe punkty, ale stanął na podium. W kolejnych startach jeszcze siedem razy stawał na podium, w tym dwukrotnie zwyciężał: 1 marca 1969 roku w Berchtesgaden i 16 marca 1969 roku w Mont-Sainte-Anne był najlepszy w slalomie. Zwycięstwo w Mont-Sainte-Anne było również ostatnim pucharowym podium w jego karierze. Najlepsze wyniki osiągnął w sezonie 1968/1969, kiedy to zajął czwarte miejsce w klasyfikacji generalnej. W tym samym sezonie okazał się najlepszy w klasyfikacji slalomu, w której zwyciężył ex aequo z trzema Francuzami: Jean-Noëlem Augertem, Alainem Penzem i Patrickiem Russelem. Ostatni punktowany występ w zawodach Pucharu Świata zanotował 23 marca 1973 roku w Heavenly Valley, gdzie był ósmy w slalomie. Niedługo później został zmuszony zakończyć karierę po tym, jak doznał skomplikowanego złamania nogi.
Kilkukrotnie zdobywał mistrzostwo Austrii: w gigancie i kombinacji w 1969 roku i w slalomie w 1973 roku. W 1996 roku otrzymał Odznakę Honorową za Zasługi dla Republiki Austrii.
Jego wujem był Rudolph Matt, mistrz świata w narciarstwie alpejskim z 1936 roku.

## Osiągnięcia

### Igrzyska olimpijskie
| Miejsce | Dzień     | Rok  | Miejscowość | Konkurencja | Czas biegu  | Strata  | Zwycięzca                 |
| ------- | --------- | ---- | ----------- | ----------- | ----------- | ------- | ------------------------- |
| 3.      | 17 lutego | 1968 | Grenoble    | Slalom      | 1:39,73 min | +0,36 s | Jean-Claude Killy         |
| 14.     | 13 lutego | 1972 | Sapporo     | Slalom      | 1:49,27 min | +4,41 s | Francisco Fernández Ochoa |

### Mistrzostwa świata
| Miejsce | Dzień     | Rok  | Miejscowość | Konkurencja | Czas biegu  | Strata  | Zwycięzca                 |
| ------- | --------- | ---- | ----------- | ----------- | ----------- | ------- | ------------------------- |
| 3.      | 17 lutego | 1968 | Grenoble    | Slalom      | 1:39,73 min | +0,36 s | Jean-Claude Killy         |
| 14.     | 13 lutego | 1972 | Sapporo     | Slalom      | 1:49,27 min | +4,41 s | Francisco Fernández Ochoa |

### Puchar Świata

#### Miejsca w klasyfikacji generalnej
- sezon 1967/1968: 13.
- sezon 1968/1969: 4.
- sezon 1970/1971: 31.
- sezon 1971/1972: 45.
- sezon 1972/1973: 28.

#### Zwycięstwa w zawodach
1. Berchtesgaden – 1 marca 1969 (slalom)
2. Mont-Sainte-Anne – 16 marca 1969 (slalom)

#### Pozostałe miejsca na podium
1. Wengen – 14 stycznia 1968 (slalom) – 3. miejsce
2. Kitzbühel – 21 stycznia 1968 (slalom) – 2. miejsce
3. Aspen – 16 marca 1968 (slalom) – 3. miejsce
4. Megève – 24 stycznia 1969 (slalom) – 3. miejsce
5. Åre – 9 lutego 1969 (slalom) – 3. miejsce
6. Kranjska Gora – 16 lutego 1969 (slalom) – 3. miejsce